# سوکول-میخایلوفکا
سوکول-میخایلوفکا (انگلیسی: Sukkul-Mikhaylovka) یک شهرک در شهرستان میاکینسکی استان باشقیرستان کشور روسیه است.